# Пфунген
Пфунген (нем. Pfungen) — коммуна в Швейцарии, в кантоне Цюрих.
Входит в состав округа Винтертур. Население составляет 2629 человек (на 31 декабря 2007 года). Официальный код — 0224.